# Árabe clásico

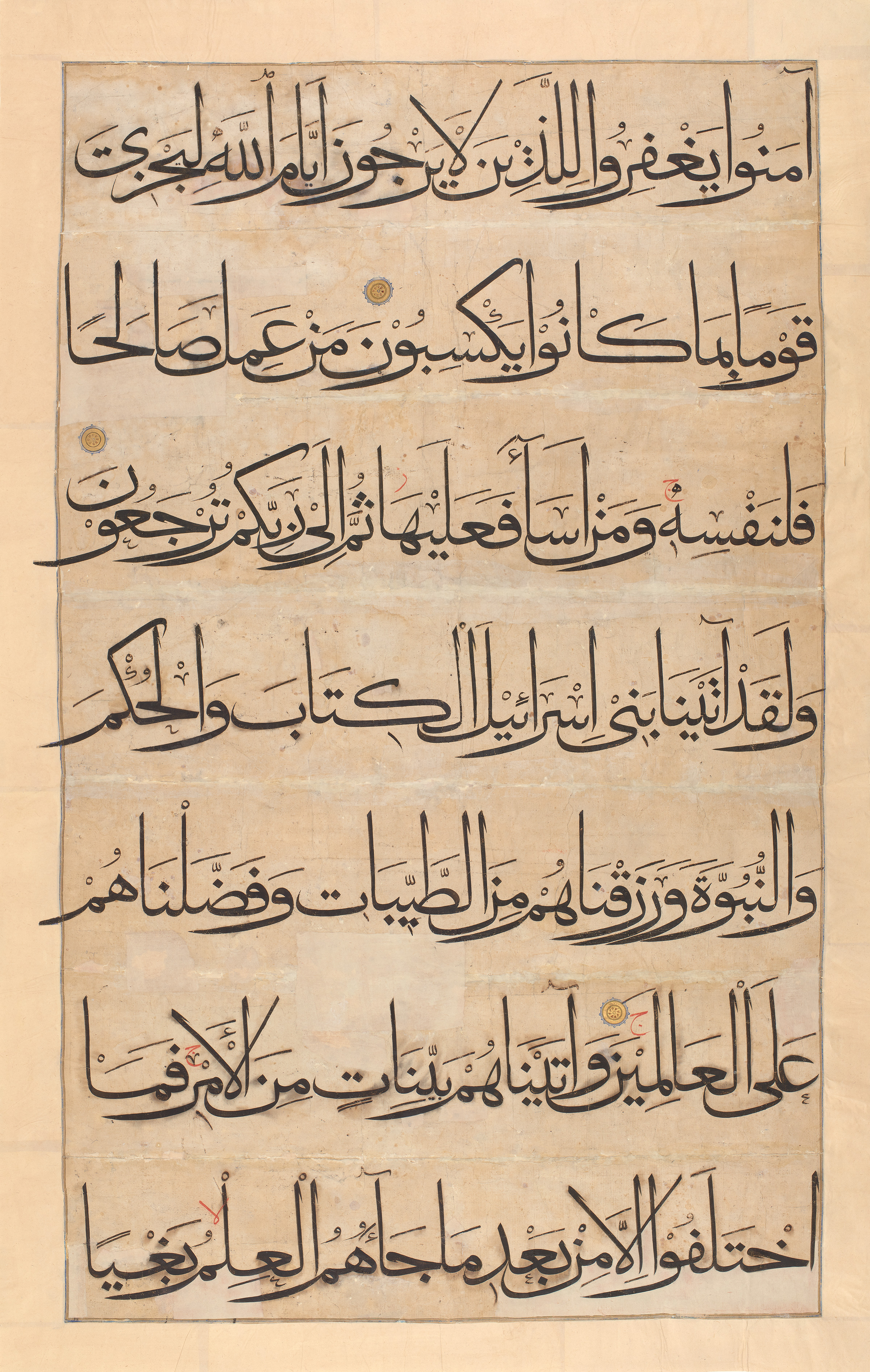
Versos del Corán en árabe clásico.

El árabe clásico, también llamado árabe culto, en árabe العربيّة الفصحى y árabe coránico, es una variedad del idioma árabe. El árabe clásico es la forma de lengua árabe utilizada en los textos omeyas y abasíes (siglos VII y IX). Está basado en los dialectos medievales de las tribus árabes. El árabe estándar moderno es descendiente directo del idioma usado modernamente a través del mundo árabe, usado en la escritura y el idioma formal hablado, por ejemplo, discursos y transmisiones radiales. Mientras que la estilística y el lexis del árabe estándar moderno es distinto del árabe clásico, la morfología y la sintaxis se han mantenido básicamente inalteradas. Los dialectos vernaculares, sin embargo, han cambiado más drásticamente. En el mundo árabe se hace poca distinción entre el árabe clásico y el estándar moderno, ambas son llamadas al-fuṣḥā (الفصحى) en árabe significando ¨la elocuente¨.

## Historia
El origen del árabe clásico se encuentra en las partes norte y central de la península arábiga y es distinto de las lenguas del árabe antiguo del sur las cuales fueron habladas en la parte sur de la península, en el moderno Yemen. El árabe clásico es la única lengua sobreviviente de las lenguas del árabe antiguo del norte. La inscripción más antigua en árabe clásico data del 328 d. C. y se la conoce como la «inscripción de Namāra». Fue escrita en el alfabeto nabateo y encontrada al sur de Siria en abril de 1901. 
Con la expansión del Islam, el árabe clásico se convirtió en una lengua de importancia a nivel internacional y de devoción religiosa, ya que es la lengua en la que fue escrito El Corán. Su relación con los dialectos modernos es similar a la relación entre el latín y las lenguas romances o entre el idioma chino medio y el idioma chino.

## Uso
En árabe suele llamarse al-luġa al-‘arabiyya al-fuṣḥā اللغة العربيّة الفصحى, «la lengua árabe más elocuente». Está basado en las modalidades hablada y literaria en uso en la región del Hiyaz en el siglo VII. Está fijada originalmente por el Corán y la poesía árabe preislámica.
Paralelamente al uso literario y oficial del árabe clásico, se han desarrollado diferentes modalidades de árabe dialectal o árabe hablado que han convivido con el clásico en situación de diglosia. Existe discusión acerca de si estas variedades dialectales proceden de una transformación del árabe clásico o si hay que buscar su origen directamente en dialectos preislámicos.
A partir del siglo XIX, el árabe clásico ha dado lugar a una subvariedad que en ocasiones recibe el nombre de árabe culto moderno, árabe literal moderno o árabe estándar.

## Morfología
El árabe clásico pertenece a la familia de lenguas semíticas y por lo tanto guarda numerosas similitudes en pronunciación y conjugación con idiomas como el hebreo, arameo, acadio y amhárico. Su uso de vocales para modificar un grupo base de consonantes es similar al hebreo bíblico.
Por ejemplo:
- kataba, él escribió
- yaktubu, él escribe
- maktūbun, escrito (palabras)
- kitābun, libro
- kutubun, libros
- kitābatun, escritura
- kitābātun, escrituras (plural femenino)
- maktabun, oficina, escritorio
- maktabatun, biblioteca
- kātibun, escritor
- kātibūna, escritores (plural masculino)
- kuttābun, escritores (plural interno)
- miktābun, máquina de escribir

## Escritura
El árabe pertenece a la familia de lenguas semíticas, una familia lingüística originaria de Oriente Medio, a la que también pertenecen el hebreo y el arameo. Es de destacar que la escritura del árabe, conocida como alfabeto árabe, deriva muy directamente del alfabeto arameo. Ninguno de estos dos alfabetos suelen transcribir usualmente las vocales breves (aunque sí algunas largas). En el árabe clásico, y en particular para la compilación del Corán, se desarrollaron marcas especiales de puntuación para señalar las vocales breves, indicadas sobre las líneas mediante una puntuación especial. El árabe se escribe de derecha a izquierda.